# PV Frankonia 1877 zu Baden-Baden
Die Pennälerverbindung Frankonia 1877 zu Baden-Baden ist eine Schülerverbindung an Baden-Badener Schulen. Hierbei ist sie nicht auf Gymnasien begrenzt, sondern nimmt Schüler aller weiterführenden Schulen der Kurstadt auf. Sie ist eine von insgesamt neun Mitgliedsverbindungen im Pennälerkartell Baden.

## Geschichte

### Vorläufer und Gründungszeit
Die Frankonia wählte zwar den 28. Dezember 1877 als ihr Gründungsdatum, doch gab es mündlichen Überlieferungen zufolge schon ab dem Jahr 1856 die sogenannte „Urfrankonia“, die von Rastatter und Baden-Badenern Schülern gegründet wurde. Diese Urfrankonia war aber nicht von langem Bestand. Bereits im Jahre 1875 wurde sie wieder suspendiert. Zwei ehemalige „Urfrankonen“ trafen sich am 22. Dezember 1877 in einem Lokal im damaligen Baden-Lichtenthal (heute Lichtental), um eine Verbindung mit dem Namen PV Guestphalia und den Farben grün-weiß-schwarz zu gründen. Das heutige Gründungsdatum 28. Dezember 1877 ist darauf zurückzuführen, dass der erste Stiftungsfestkommers an diesem Tag auf dem Alten Schloss in Baden-Baden ausgerichtet wurde. Von den Zeiten der PV Guestphalia ist der heutigen Frankonia nur äußerst wenig geblieben. Die meisten Dokumente mussten aufgrund des Misstrauens der Schulen gegenüber der Verbindung gut versteckt werden und so sind sie im Laufe der Jahre verloren gegangen. Auch Couleur konnte nicht aufbewahrt werden.
Die PV Guestphalia musste zum Ende des Jahres 1904 den Aktivenbetrieb einstellen. Die einzig weitere Pennälerverbindung Baden-Badens, die PV Alemannia profitierte von ihrem hierdurch entstandenen kurzzeitigen Monopol. In den Jahren des Bestehens der PV Frankonia gab es immer wieder Versuche, weitere Schülerverbindungen in der Kurstadt aufleben zu lassen, doch alle übrigen Versuche scheiterten.
Am 25. März 1906 trafen sich die beiden unkorporierten Gymnasiasten Kurt-Roman Müller und Josef Ludwig in der Gaststätte „Sonne“ in Baden-Oos. Sie hatten sich auf die Fahne geschrieben, die PV Guestphalia bzw. die Urfrankonia wieder aufleben zu lassen. Ihnen zu Hilfe kamen die Baden-Badener Teutonen Fritz Früh, Emil Garczarek, Albert Meyer und Johann Rudinger. So beschlossen die sechs Herren, welche heute als Renovationsburschen der Frankonia gelten, das Wiederaufleben der PV Guestphalia unter dem neuen Namen PV Frankonia und den Burschenfarben rot-weiß-grün, wie sie heute noch getragen werden. Die Füxe tragen lediglich die Farben rot-weiß. Am folgenden Konvent konnten vier weitere Mitglieder aufgenommen werden In den Folgejahren stieg die Mitgliederzahl wieder an und Sport wurde zu einer wichtigen gemeinsamen Freizeitbeschäftigung. So gründete die Frankonia den renommierten TC Rot-Weiß Baden-Baden, der bis heute als größter und ältester Tennisclub Baden-Badens Bestand hat und sogar zu den ältesten Tennisclubs Deutschlands gehört. Er unterlag bis nach dem Ersten Weltkrieg der Jurisdiktion der Konvente der PV Frankonia. Der Sport spielte auch im weiteren Laufe der Frankengeschichte eine tragende Rolle. So wurde im Wintersemester 1930/1931 der Tischtennisclub „TTC Grün-Weiß Baden-Baden“ von einem Alten Herren gegründet und in der Nachkriegszeit des Zweiten Weltkriegs baute man einen eigenen Tennisplatz, um den zweiten Tennisclub „TC Grün-Weiß Baden-Baden“ ins Leben zu rufen. Beide gegründeten Tennisclubs trennten sich später von der Verbindung, Grün-Weiß verwendet sogar ein Gründungsdatum im Jahr 1964, nachdem man sich 1963 von der Frankonia trennte.

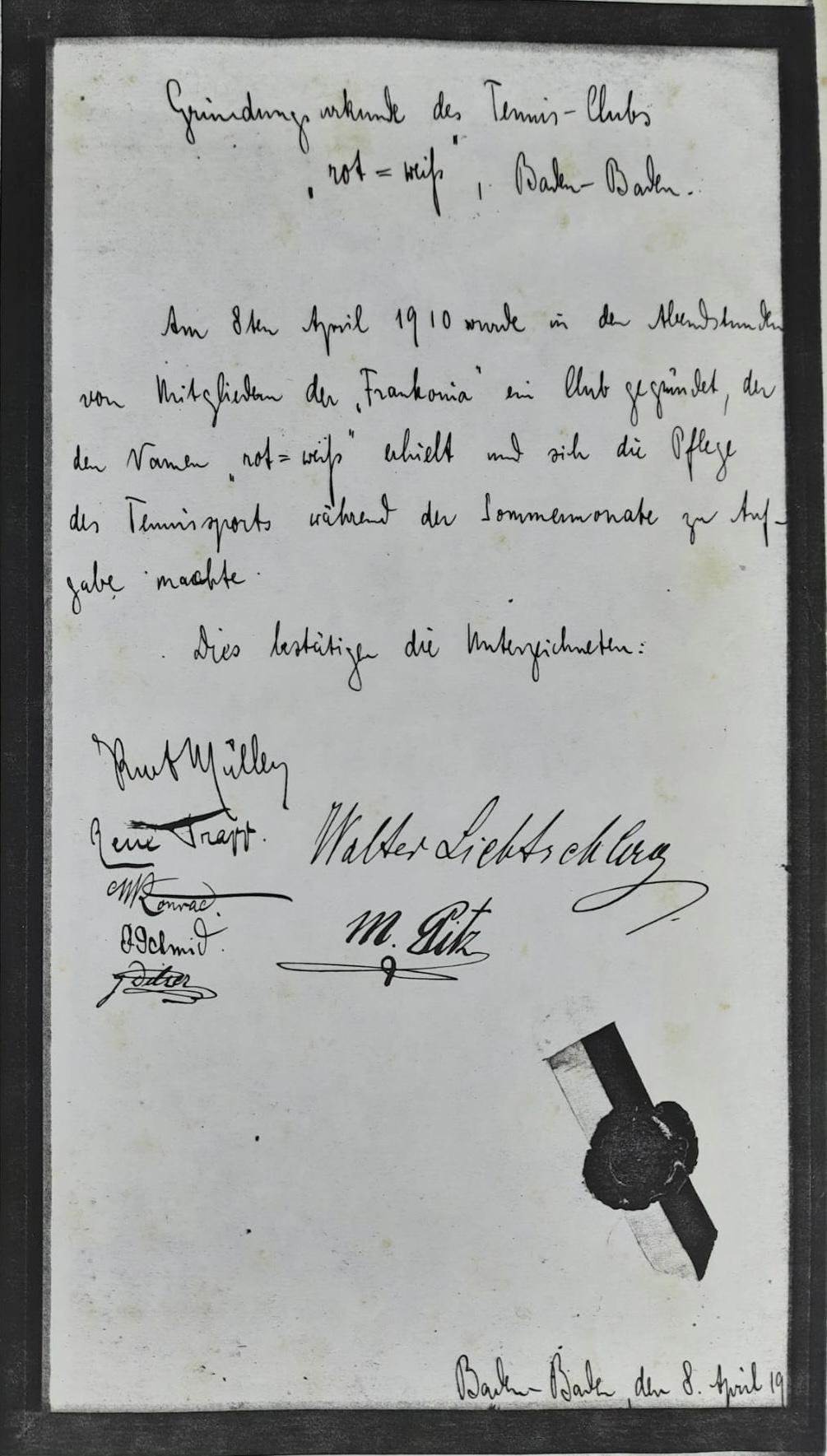
Die Gründungsurkunde des TC Rot-Weiß Baden-Baden

Im Jahr 1912 trat der Badische Landtag zusammen und entschloss sich dazu, energisch gegen Pennälerkorporationen vorzugehen. Es wurde seitens Frankonia sofort gehandelt und zum außerordentlichen Corpstag einberufen, an dem sogar zwei Vertreter der PV Alemannia teilnahmen. Es wurde beschlossen, Vorsichtsmaßnahmen zu ergreifen, was bedeutete, Kneiputensilien zu verstecken und wichtige Dokumente bei einzelnen Alten Herren unterzubringen. Der Beschluss des Landtags wurde jedoch nie in die Tat umgesetzt. Nichtsdestotrotz waren die Blütejahre für den Bund vorläufig vorbei. Es kam zu inneren Meinungsverschiedenheiten und die Gymnasien gingen massiv gegen die Frankonia vor. Die personell geschwächte Aktivitas hatte kaum eine Chance, sich zur Wehr zu setzen. Die Folge waren viele Austritte, weshalb zu einem Krisenconvent einberufen wurde. Auf demselben gingen die Meinungen über den Fortbestand der Verbindung auseinander. Einzelne forderten eine sofortige Suspendierung, doch jene, die sich für den Fortbestand einsetzten, konnten die Debatte zu ihren Gunsten entscheiden. Da es nur noch einen Aktiven gab, mussten sich einige Alte Herren reaktivieren lassen, um die Chargen besetzt zu halten. Ein kleiner Aufschwung wurde erkennbar.

### Die Zeit des Ersten Weltkrieges
Als der Erste Weltkrieg 1914 begann, wurden viele Franken einberufen und fielen im Krieg. Was bemerkenswert war ist, dass die Daheimgebliebenen es erfolgreich unternahmen, das Verbindungsleben in der Heimat aufrechtzuerhalten. So konnte mit etwa 15 Bundesbrüdern zu Weihnachten 1915 das 38. Stiftungsfest im kleinen Kreise gefeiert werden.
Der Erste Weltkrieg hatte das Ende für viele Vereine bedeutet, nicht aber das der Frankonia. Als erste Veranstaltung der Nachkriegszeit wurde am 4. Januar 1919 zum Convent in den „Schwarzwaldhof“ geladen und das Bundesleben begann erneut aufzuleben. Es wurden wieder regelmäßige Kneipen, Stammtische, Fuxenstunden und Konvente abgehalten. Gespräche mit der während des Krieges in Baden-Baden gegründeten PV Absolvia über deren Eingliederung in die Frankonia scheiterten jedoch und führten schließlich zu einem Eintritt der ‘Absolventen’ in die PV Alemannia, was diese zu 40 Aktiven erstarken ließ.
Nach mehreren Wechseln der Stammlokalitäten in Baden-Baden wurde das 50. Stiftungsfest ausgiebig und mehrtägig zelebriert und es kehrte in den Folgejahren eine Konstanz und Ruhe ein, die man in den fünfzig Jahren zuvor so noch nie erlebte. Dies mag auch auf die durch die Inaktivierung der P.V. Alemannia entstandene Monopolstellung der PV Frankonia zurückzuführen sein.
In den Folgejahren wurde in erster Linie, der AHV (Altherrenverband) gestärkt, den es so bisher gar nicht gab, da die meisten Mitglieder noch aktiv waren. Ein Bundesbruder setzte sich an die Spitze dessen Formation und Leitung. Er formulierte den AHV als „Kern des korporativen Leben“ und hatte über viele Jahre entscheidende Aufgaben in der Gestaltung des neuen Altherrenverbands.

### Die Zeit des Zweiten Weltkrieges
Einer der letzten größeren Veranstaltungen vor dem nahenden Zweiten Weltkrieg war das 56. Stiftungsfest am 23. Dezember 1933. Der Druck der Nationalsozialisten auf die Pennälerverbindungen wurde größer und so musste die PV Alemannia schon im Jahre 1934 suspendiert werden. Am 3. November 1935 trat ein Convent aus 36 Franken zusammen, der einem Beschluss fast einstimmig zustimmte, der die Suspendierung der Aktivitas bedeutete und die Umbenennung des AHV in „Kameradschaft Frankonia“. Somit kam man der Gleichschaltung durch die Nationalsozialisten zuvor. Diese Suspendierung der Aktivitas wurde im Rahmen eines hochoffiziellen Kommerses am 25. Januar 1936 vollzogen, bei dem in einem festlichen Akt die Couleurbänder abgelegt wurden. Es folgten nur noch sporadisch Veranstaltungen, welche meistens lockere Stammtische waren. Die tatsächlich letzte Veranstaltung vor dem Krieg war das 60. Stiftungsfest im Jahre 1937 im Kurhaus Baden-Baden. Danach wurden die meisten Franken eingezogen. 16 fielen, viele kehrten kriegsversehrt zurück, weitere wurden in Gefangenschaft genommen.

### Nachkriegszeit
Das erste Treffen der Frankonia nach dem Zweiten Weltkrieg fand am 2. Oktober 1948 in Form eines „Nachkriegtreffens“ statt. Bald darauf traf man sich regelmäßiger und zum 72. Stiftungsfest organisierte man ein „Bundestreffen“. Am 7. Mai 1950 trafen sich 37 Franken zu einem „Renovationsconvent“. Sie zogen die traurige Bilanz, die der Krieg mit sich gebracht hatte: Es wurde verstorbenen und gefangenen Bundesbrüdern gedacht und ein neuer Vorstand gewählt. Dieser erreichte, dass sich bei der ersten Kneipe am 25. Dezember 1950 zehn Schüler bei der Frankonia aktiv meldeten. Das 75. Stiftungsfest wurde zu einem der größten der gesamten Frankoniahistorie. Das Highlight der Festivitäten war der Stiftungsfestball am 13. September 1952 im Kurhaus, an dem 260 Bundes- und Farbenbrüder, sowie Gäste teilnahmen.
Nach einer Durststrecke, die aus einer Aktivitas resultierte, die lediglich aus einer einzigen Schulklasse bestand, welche nach dem Abitur fast geschlossen auswärts studieren ging, folgten durch die Bemühung einzelner inaktiver Burschen wieder bessere Jahre. Nach gescheiterten Gründungsversuchen eines Kartells mit einer Düsseldorfer Pennalie trafen am 6. November 1972 fünf Alte Herren der PV Frankonia zu Baden-Baden und drei Alte Herren der PV Teutonia zu Rastatt in Baden-Baden zusammen, um eine Annäherung badischer Schülerkorporationen in Form eines Kartells zu diskutieren. Am 27. Januar 1973 kamen Mitglieder von sieben badischen Pennälerverbindungen im „Bock“ in Baden-Baden zusammen, um in größerem Plenum über das Vorhaben zu debattieren. Nach einigem Hin und Her konnte mit einem Hochoffiziellen Kommers auf dem Alten Schloss am 30. Juni 1973 das Pennäler Kartell Baden gegründet werden.
Einen weiteren Höhepunkt in der Historie der Frankonia stellte das 100. Stiftungsfest vom 27. Oktober 1977 bis zum 1. November 1977 dar. Ein Festkomitee machte sich an die Planung der großen Veranstaltung, welche ein dem Anlass würdiges Fest werden sollte.
In der Folge wurde abermals versäumt, neue Aktive zu begeistern. Ehemalige zogen in andere Städte und so kam es bald nach dem 110. Stiftungsfest, welches noch mit großem Feuerwerk gefeiert wurde, zum Stocken des Kneipbetriebs.

### Seit 2000
Dieser Zustand hielt bis zum 5. Oktober 2017 an, an dem das Markgraf-Ludwig-Gymnasium sein 125-jähriges Bestehen feierte. Auf dem Fest anwesend: der Senior und der Consenior der Frankonia in Couleur, welches zwei ehemaligen Absolventen Anlass gab, sie anzusprechen. Nach einigem Austausch erklärten sich ein ehemaliger und drei Schüler am MLG bereit, den für den Folgetag angedachten Convent in den „Prager Stuben“ zu besuchen. Am 17. November 2017 fand der erste Stammtisch im selben Lokal statt und die vier Gäste kehrten mit Freunden zurück, was dazu führte, dass an diesem Tag das Fuxenband sieben Mal verliehen wurde, wodurch abermals eine Aktivitas wiedergegründet werden konnte.
Dies hatte zur Folge, dass das 140. Stiftungsfest im Januar 2018 „nachgefeiert“ wurde und die neuen Füxe offiziell aufgenommen wurden. In den Folgejahren wuchs die Aktivitas stetig weiter und ist derzeit in der Lage, das Tagesgeschäft weitestgehend eigenverantwortlich zu gestalten.

## Couleur
Unter Couleur versteht man bei der PV Frankonia all jene Kleidungsstücke, die zu Verbindungsveranstaltungen getragen werden.
Der wichtigste Couleurgegenstand ist das Band. Jeder Bundesbruder erhält bei seinem Eintritt, das Fuxenband, welches die Farben rot und weiß hat. Ab seiner Burschung bekommt man das Band mit allen Farben der Verbindung, rot, weiß und grün, verliehen. Beide Bänder haben eine silberne Perkussion.
Die Frankonia führt drei verschiedene Formen des Kopfcouleurs. Die gängigste Art ist die Burschenmütze, welche rot ist und die drei Burschenfarben trägt. Diese Mützen werden zumeist von den Aktiven, also den jüngeren Mitgliedern und zu offizielleren Anlässen getragen. Ab der Inaktivierung, welche meistens mit dem Beginn des Studiums bzw. einer Ausbildung zusammenhängt, ist man dazu legitimiert, ein sogenanntes Tönchen (auch Biertonne) zu tragen. Diese ist ebenfalls in den Farben rot, weiß und grün gehalten und wird in den meisten Fällen von den Alten Herren bzw. Philistern getragen. In der Mitte des Tönnchens befindet sich der Zirkel. Die Chargierten, die die Leitung einer Veranstaltung innehaben, tragen sogenannte Cerevise, die ebenfalls die Farben der Frankonia haben auch hier ist ein Zirkel aufgestickt.

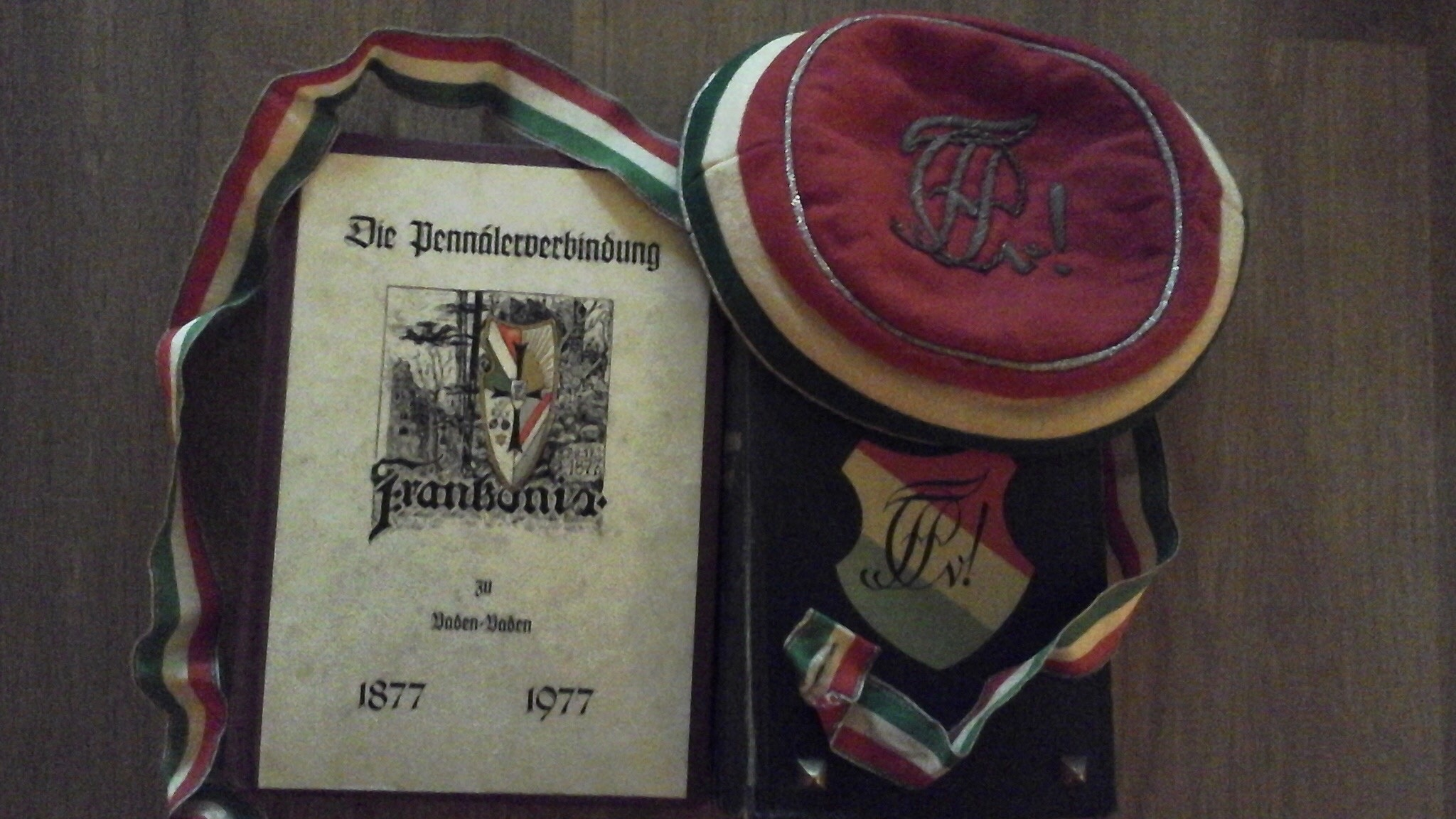
Couleur der PV Frankonia (Kommersbuch, Tönnchen, Band und Komment)

Des Weiteren führt die PV Frankonia Zipfel. Diese aus Silber bestehenden Anhänger befestigt man am sogenannten Zipfelbund, der wiederum am Hosenbund bzw. dem Gürtel befestigt ist. Man tauscht einen solchen Zipfel mit Bundes- oder Kartellbrüdern, zu denen man ein besonders gutes Verhältnis hat. Alle Zipfel, die bei der Frankonia getauscht werden, sind silbern und mit den Burschenfarben geschmückt. Man unterscheidet zwischen Bierzipfeln, Weinzipfeln und Sektzipfeln. Jeder Bundesbruder trägt an seinem Zipfelbund einen Bierzipfel, den er von seinem Leibburschen erhält. Dieser ist länger und breiter als ein Weinzipfel, den man zu besonderen Anlässen mit besonderen Bundesbrüdern tauschen kann. Sektzipfel können in der Theorie von Damen getragen werden, wobei das in der jüngeren Geschichte der Frankonia selten vorkam.
Außerdem zählt die PV Frankonia alles Verbindungseigentum, das auf Kneipen zum Einsatz kommt, zu ihrem Couleur. Beispielhaft lassen sich hierbei Korbschläger, Kommersbücher und Fahnen sowie sonstige Dekorationsartikel nennen.

## Kartell
Die Baden-Badener Schülerverbindung ist Mitglied im Pennälerkartell Baden (PKB). Sie ist eine von neun Mitgliedsverbindungen und die einzige aus Baden-Baden.
| Verbindung                              | Burschenfarben            | PKB-Eintritt               |
| --------------------------------------- | ------------------------- | -------------------------- |
| PV Alemannia 1886 zu Lahr               | Blau – Gold – Rot         | 1985                       |
| PV Badenia 1979 zu Freiburg             | Gelb – Rot – Gelb         | 1984                       |
| PV Bund 1895 zu Bruchsal                | Rot – Silber – Hellblau   | 1973 (Gründungsverbindung) |
| PV Frankonia 1877 zu Baden-Baden        | Rot – Weiß – Grün         | 1973 (Gründungsverbindung) |
| PV Germania 1919 zu Rastatt             | Schwarz – Gold – Rot      | 1973 (Gründungsverbindung) |
| PV Markomannia 1824 zu Rastatt          | Grün – Weiß – Schwarz     | 1980                       |
| PV Rhenania-Fidelitas 1991 zu Karlsruhe | Weinrot – Weiß – Hellblau | 2006                       |
| PV Teutonia 1842 zu Rastatt             | Rot – Weiß – Grün         | 1973 (Gründungsverbindung) |
| PV Vicinia 1921 zu Karlsruhe            | Violett – Weiß – Gold     | 1986                       |

Von 1981 bis November 2007 war ebenfalls die Offenburger Schülerverbindung PV Arminia zu Offenburg im PKB, welche dann aber ausgetreten ist.

## Bekannte Mitglieder
- Friedrich Paulus (Eintritt ungeklärt – 1951, deutscher Heeresoffizier)
- Manfred Dietrich (seit 1954, Tropenmediziner)
- Joachim Knöpfel (seit 1967, Rechtsanwalt, langjähriger SPD-Stadtrat im Baden-Badener Stadtrat)
- Tilo Andus (seit 1975, ärztlicher Direktor am Klinikum Stuttgart)
- Peter Löw (seit 1977, deutscher Unternehmer)
- Joerg Helge Wagner (seit 1979, Mitglied der Chefredaktion beim Weser-Kurier)[5]